# Côte centrale (Californie)
Pour les articles homonymes, voir Côte centrale.
La Côte Centrale de Californie est une région de Californie s'étendant de Santa Cruz au nord jusqu'à Santa Barbara au sud, mais centrée principalement sur les comtés de Monterey et de San Luis Obispo. Elle est principalement connue pour l'agriculture (artichauts, salades, fraises) et le tourisme. La vallée de Salinas, l'une des régions les plus fertiles des États-Unis, s'y trouve. Les touristes sont surtout attirés par Monterey et son aquarium, la péninsule de Monterey, la côte de Big Sur et Hearst Castle à San Simeon.

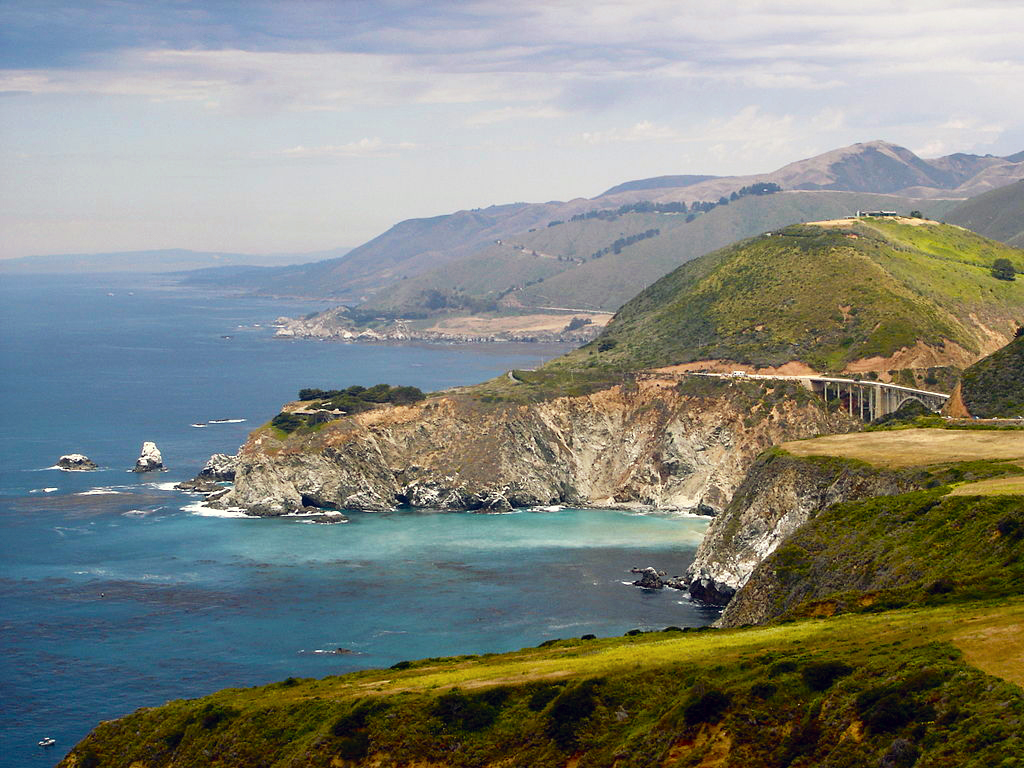
Paysage côtier à Big Sur
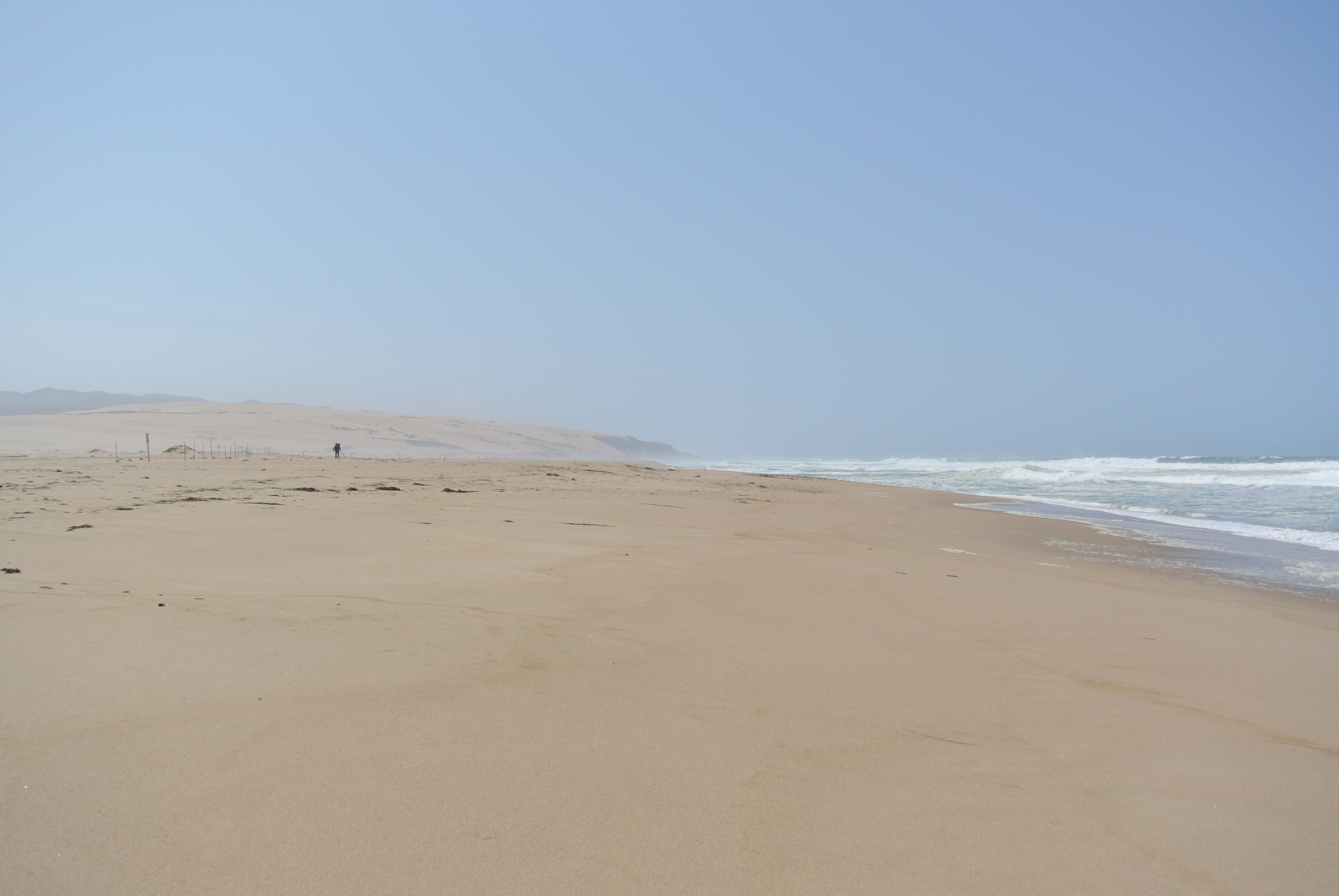
Cordon dunaire à Guadalupe
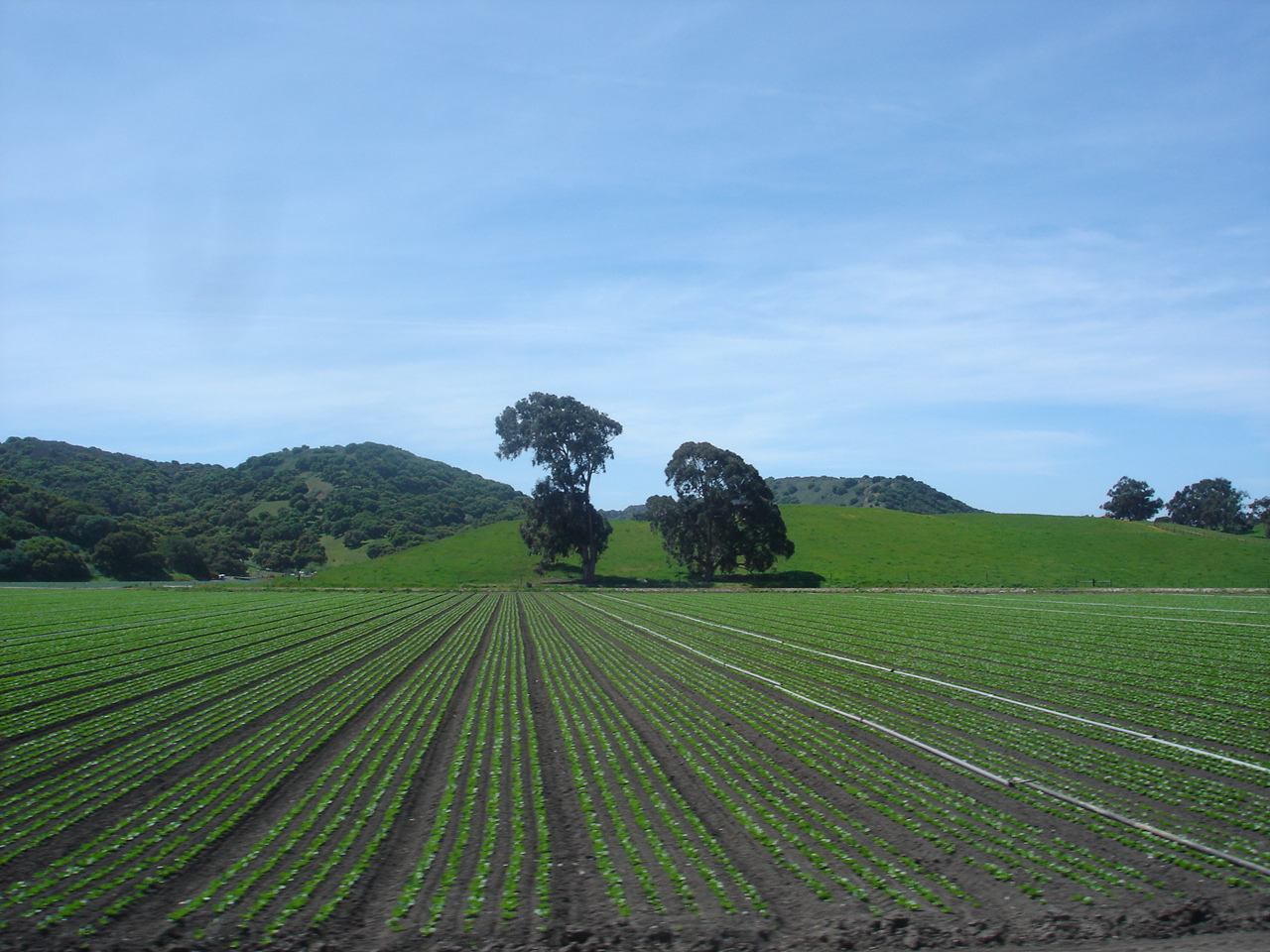
Champs à Greenfield